# Esaete rufulus
Esaete rufulus là một loài bọ cánh cứng trong họ Cerambycidae.